# Rathaus Gera

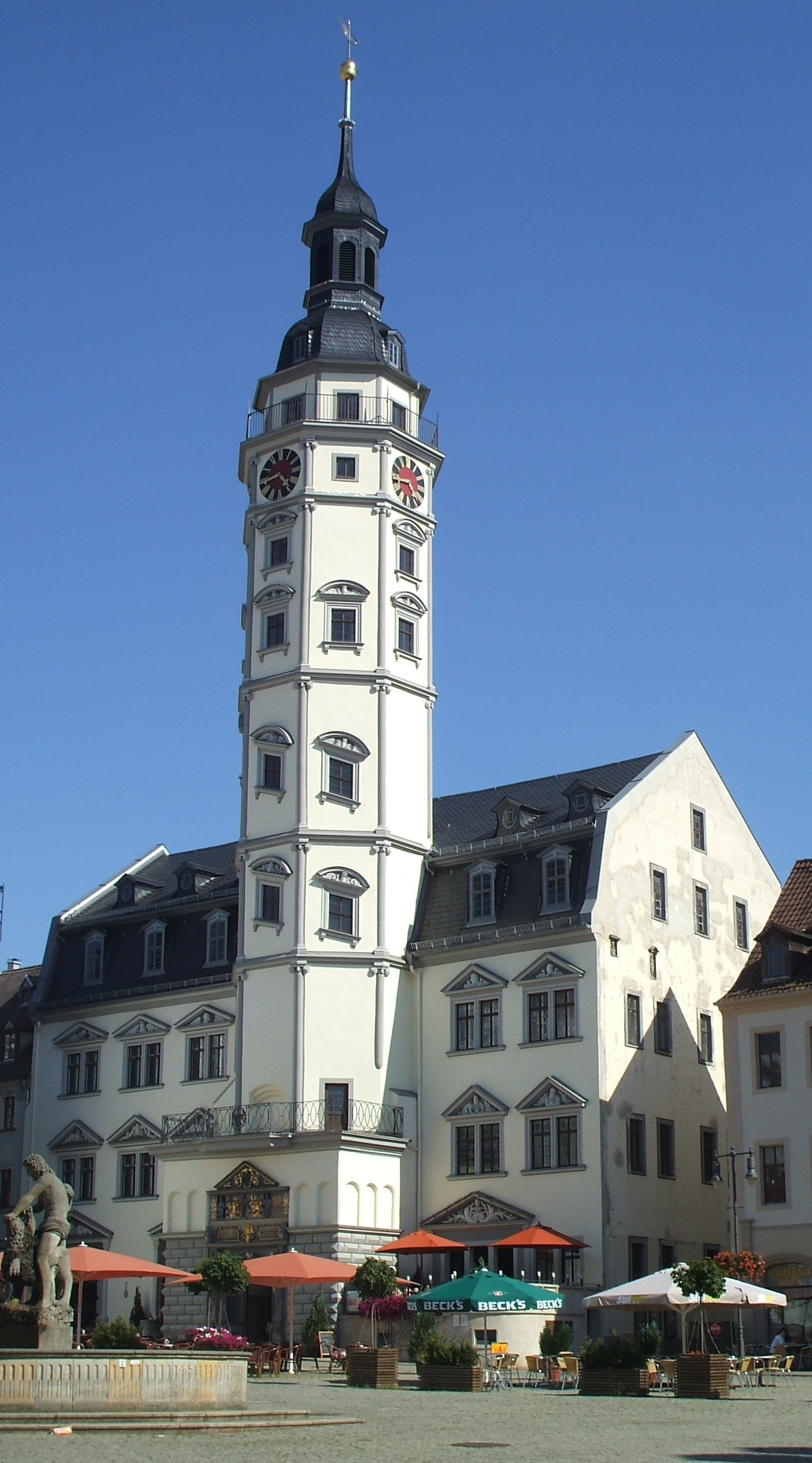
Das Geraer Rathaus am Markt

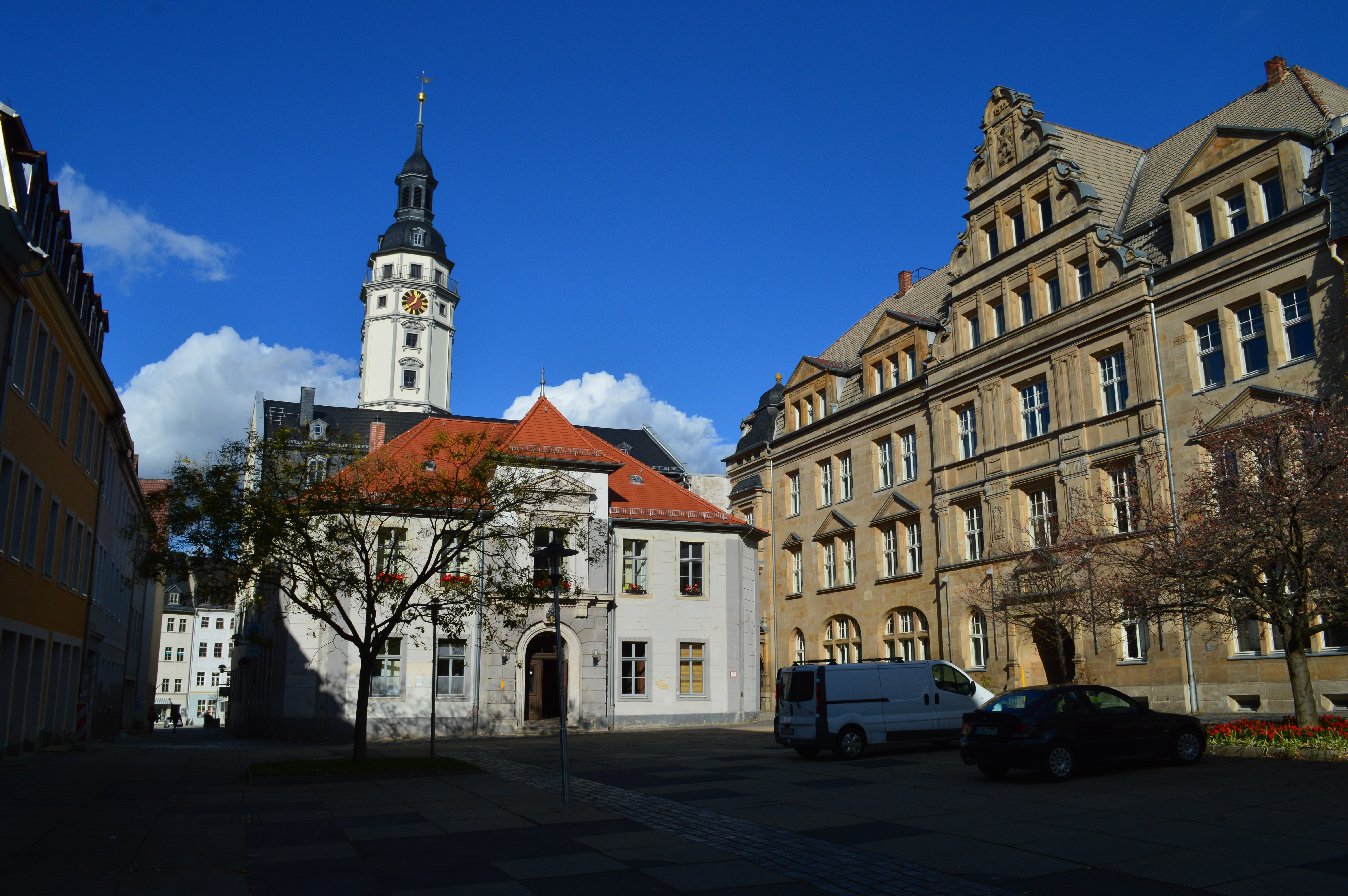
Anbauten des Rathauses am Kornmarkt: Links der Erweiterungsbau von 1793; rechts das Neue Rathaus von 1911/12

Das Geraer Rathaus ist der Sitz der Stadtverwaltung und des Stadtrates in der kreisfreien Stadt Gera. Es besteht aus mehreren zusammenhängenden Gebäuden zwischen Markt und Kornmarkt.

## Geschichte
Späterer Überlieferung zufolge besaß die kleine Stadt schon 1254 ihr erstes Rathaus. Die erste urkundliche Erwähnung datiert vom 30. März 1425. Im Sächsischen Bruderkrieg von 1450 wurde das Gebäude zerstört, jedoch bis zum ersten überlieferten Stadtrecht (1487) unter Verwendung alter Teile wiederaufgebaut.
In den Jahren 1573 bis 1575 entstand das heutige Rathaus im Renaissancestil. Aufgrund der starken Ähnlichkeit zum Rathaus von Altenburg geht man davon aus, dass es wie dieses durch den Baumeister Nicol Gromann aus Torgau entworfen wurde. Am 14. Oktober 1575 wurde der Bau des Rathauses mit der Aufsetzung des Turmknopfes feierlich vollendet. In der Nähe des Durchgangs zwischen Markt und Kornmarkt, der sogenannten Brotbank (wo jetzt ein Restaurant untergebracht ist), befindet sich bis heute der alte Pranger. In seiner heutigen Form stammt er aus dem Jahr 1754.
Beim Stadtbrand 1780 wurde das Rathaus schwer zerstört, jedoch konnten die Mauern und weite Teile erhalten werden, sodass es 1783/84 weitgehend originalgetreu wiederaufgebaut wurde; einzig auf die bisherigen Zwerchgiebel auf der Marktseite wurde verzichtet. 1793 wurde an der Rathausrückseite, auf dem Kornmarkt, ein dreigeschossiger Anbau im Neorenaissancestil aus Sandstein ergänzt.
1911/12 wurde das Rathaus durch einen ebenfalls am Kornmarkt befindlichen, mit dem alten Rathaus verbundenen Neubau erweitert, das sogenannte Neue Rathaus. Die beiden Eingangsportale sind dem Ende des 19. Jahrhunderts abgebrochenen Badertor, dem letzten Geraer Stadttor, nachempfunden.
1973 wurde in einem der Rathauskeller (Höhler) das Kabarett Fettnäppchen eröffnet.

## Portal

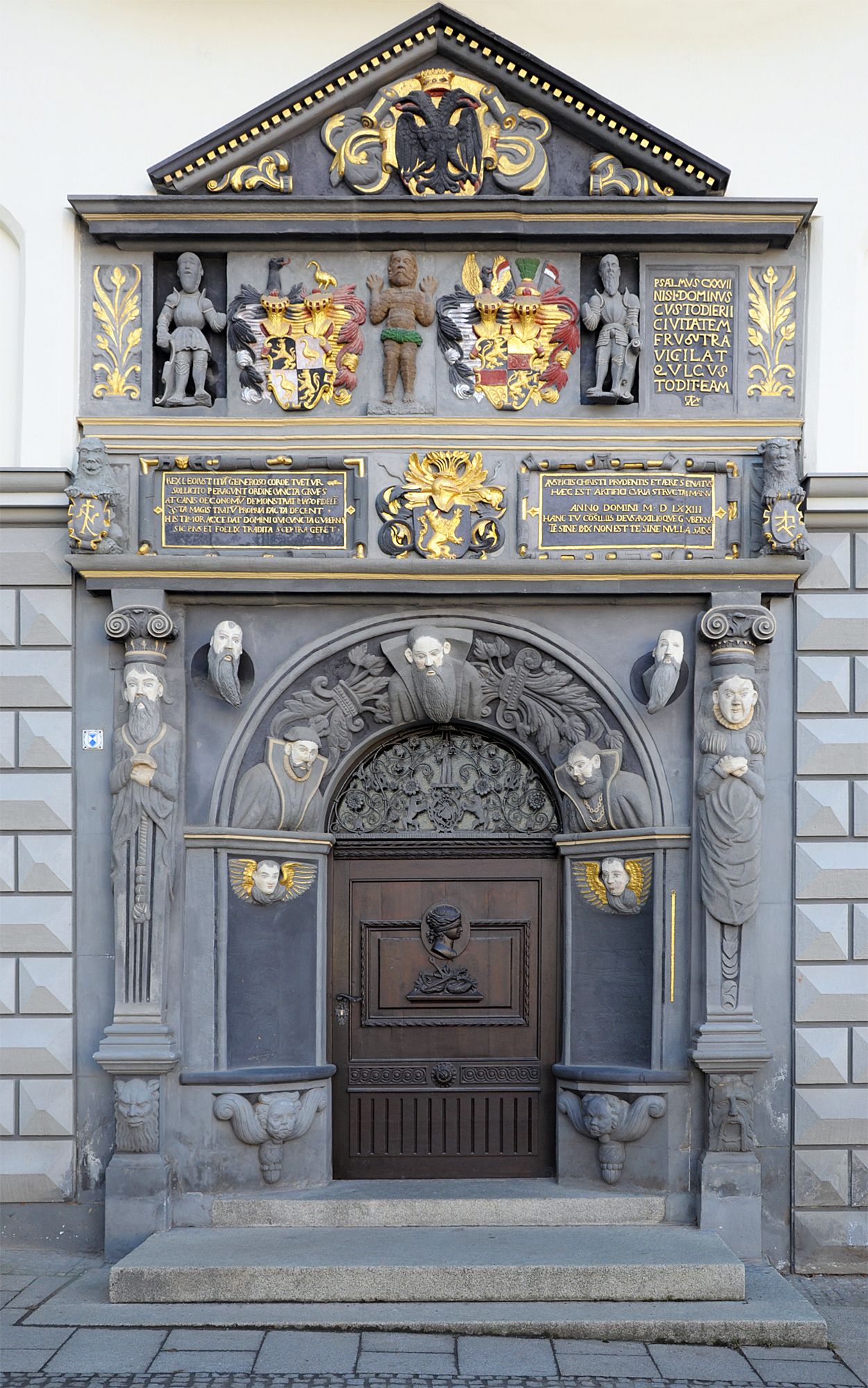
Rathausportal

Das Rathausportal wurde in den Jahren 1573 bis 1576 durch Nicol Teiner aus Lobeda und zwei weitere Steinmetze gestaltet. Im Portalgiebel ist der Doppeladler des Heiligen Römischen Reiches abgebildet, darunter die Wappen von Reuß und von Solms. Letzteres ist ein Hinweis auf Dorothea von Solms-Sonnenwalde, die zu jener Zeit die Regentschaft für ihren minderjährigen Sohn Heinrich Posthumus Reuß führte.
Unter den Adelswappen befindet sich – flankiert von zwei lateinischen Inschriften – das (seitenverkehrt dargestellte) Stadtwappen. Die drei Männergestalten innerhalb des Torbogens werden als die drei Bürgermeister zur Zeit der Entstehung gedeutet. Gera verfügte damals über einen dreifachen Rat, von denen jeder einen Bürgermeister stellte und die sich jährlich mit den Regierungsgeschäften abwechselten.
Die Schnitzerei auf dem Türflügel stellt die altrömische Göttin Justitia mit ihren Attributen Augenbinde, Waage und Richtschwert dar. An der rechten Seite des Portals befindet sich das Urmaß der Geraer Elle (0,572 m).

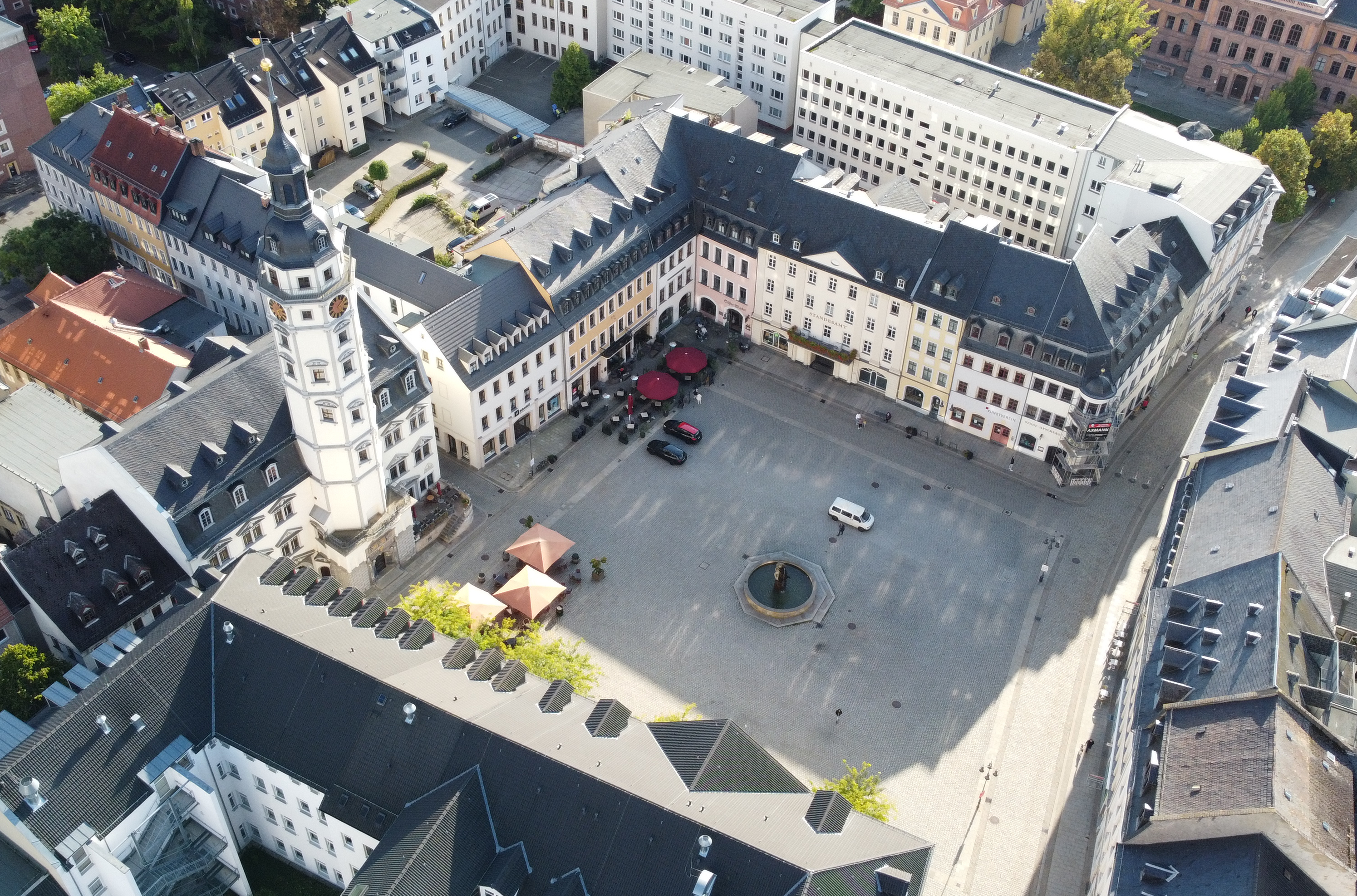
Luftaufnahme von Markt und Rathaus, 2022

## Türmerstube
Der 57 Meter hohe Rathausturm war zuletzt von 1936 bis 1939 bewohnt. Aktuell befindet sich in der 8 m2 großen Türmerstube eine kleine Dauerausstellung von historischen Ansichten des letzten Bewohners der winzigen Türmerwohnung. Der Stadtgeschichtler und Ahnenforscher Heinz Xylander hatte 1994 eine Auswahl von 9 Tuschzeichnungen seiner in der von ihm geschaffenen Chronik Gera veröffentlichten historischen Stadtansichten zum 3. Höhlerfest der Interessengemeinschaft "Junge Stadtführer" geschenkt.
Der Rathausturm ist bis zu der auf  33,5 Meter Höhe liegenden Türmerstube über eine 161-stufige Treppe als Aussichtsturm besteigbar und bietet von hier einen sehr guten Ausblick auf Gera und die weitere Umgebung. Über der Türmerstube befindet sich in der Turmlaterne ein Carillon mit 37 Glocken.